# Barracas (Buenos Aires)
Barracas é um bairro da cidade argentina de Buenos Aires. É limitado pela Av. Regimiento de Patricios, rua Defensa, Av. Caseros, Av. Vélez Sársfield, Av. Almancio Alcorta, rua Lafayette, rua Miravé, rua Lavardén, e pelas linhas do Ferrovia General Manuel Belgrano , Avenida Zabaleta e pelo Rio Riachuelo.

## História
No século XVIII começaram a instalar-se na margem do rio Riachuelo as “barracas”, construções bastante rudimentares utilizadas para armazenar couro e carnes salgadas e que funcionavam também como armazéns de escravos.
A 24 de Março de 1791 foi inaugurada uma ponte de madeira que atribuiu ao bairro um valor estratégico muito importante nas invasões do Rio da Prata pelos ingleses. Em 1858 parte da ponte foi destruída por inundações, sendo substituída, em 1871, por outra feita em ferro. Esta nova ponte também foi destruída em 1884 sendo substituída por outra de madeira, até que, em 1903, se construiu uma ponte levadiça em ferro, substituída em 1931 pela construção actual.
Desde a época de Juan Manuel de Rosas até ao final do século XIX, o bairro de Barracas era o local onde residiam algumas das famílias mais categorizadas da cidade. Durante este período a zona era bastante importante, tendo sido no bairro de Barracas que se realizaram, em 1833, corridas de touros em homenagem ao governador Rosas.
A avenida Santa Lucía (depois chamada Calle Larga, “rua larga”, e actualmente conhecida por Av. Montes de Oca) era a principal ligação entre o centro e o rio Riachuelo  e nela estavam instaladas pulperías (tabernas) como a Santa Lucía e a La Paloma.
A epidemia de febre amarela que ocorreu no final do século XIX em diferentes zonas do sul da cidade, fez com que as famílias com maior poder de compra se mudassem para as zonas do norte de Buenos Aires, passando o bairro de Barracas a ser um bairro da classe operária, com uma grande presença de imigrantes, no início do século XX.